# Zamek Juval
Zamek Juval (wł. Castel Juval; niem. Schloss Juval) – zamek w okolicy miejscowości Naturns, w prowincji Bolzano, w regionie Trydent-Górna Adyga, w północnych Włoszech. Zlokalizowany jest w dolinie Vinschgau, u wejścia do doliny Schnalstal.

## Historia

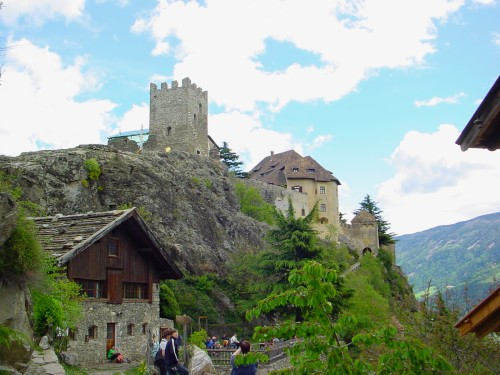
Zamek Juval

Zamek został wzniesiony około 1250 roku. Pierwszy raz był wzmiankowany w 1278 roku, kiedy jego właścicielem był Hugo von Montalban. Od 1368 r. był własnością lordów Starkenbergu. Po wielu zmianach właścicieli, w 1540 roku stał się posiadłością rodu Sinkmoser. Kolejne lata okazały się być dla zamku okresem rozkwitu. Hans von Sinkmoser zlecił jego renowację i modyfikację z twierdzy w renesansową rezydencję. Kolejne pokolenia nie były jednak w stanie utrzymać budowli, więc prawa własności przeszły na ród Hendl, którego członkowie pozostali właścicielami zamku na kolejne 200 lat.
W 1813 roku obiekt został zakupiony przez rolnika, Josepha Blaasa, który mieszkał w nim do momentu, gdy jedna z części zamku zawaliła się. Obiekt zaczął stopniowo popadać w ruinę. W 1913 roku Holender William Rowland zakupił zamek i przeprowadził jego renowację we współpracy z architektem Adalbertem Wietekiem z Merano. W wyniku II wojny światowej rezydencja została ponownie opuszczona. Od 1982 roku jej właścicielem jest Reinhold Messner. Obiekt służy jako letnia rezydencja alpinisty. W budynku zorganizowano także winnicę, muzeum i restaurację. Od 1995 r. obiekt jest otwarty dla publiczności. W połowie lat 90. zamek okryto szklanym dachem, zaprojektowanym przez niemieckiego architekta, Roberta Danza.

## Turystyka

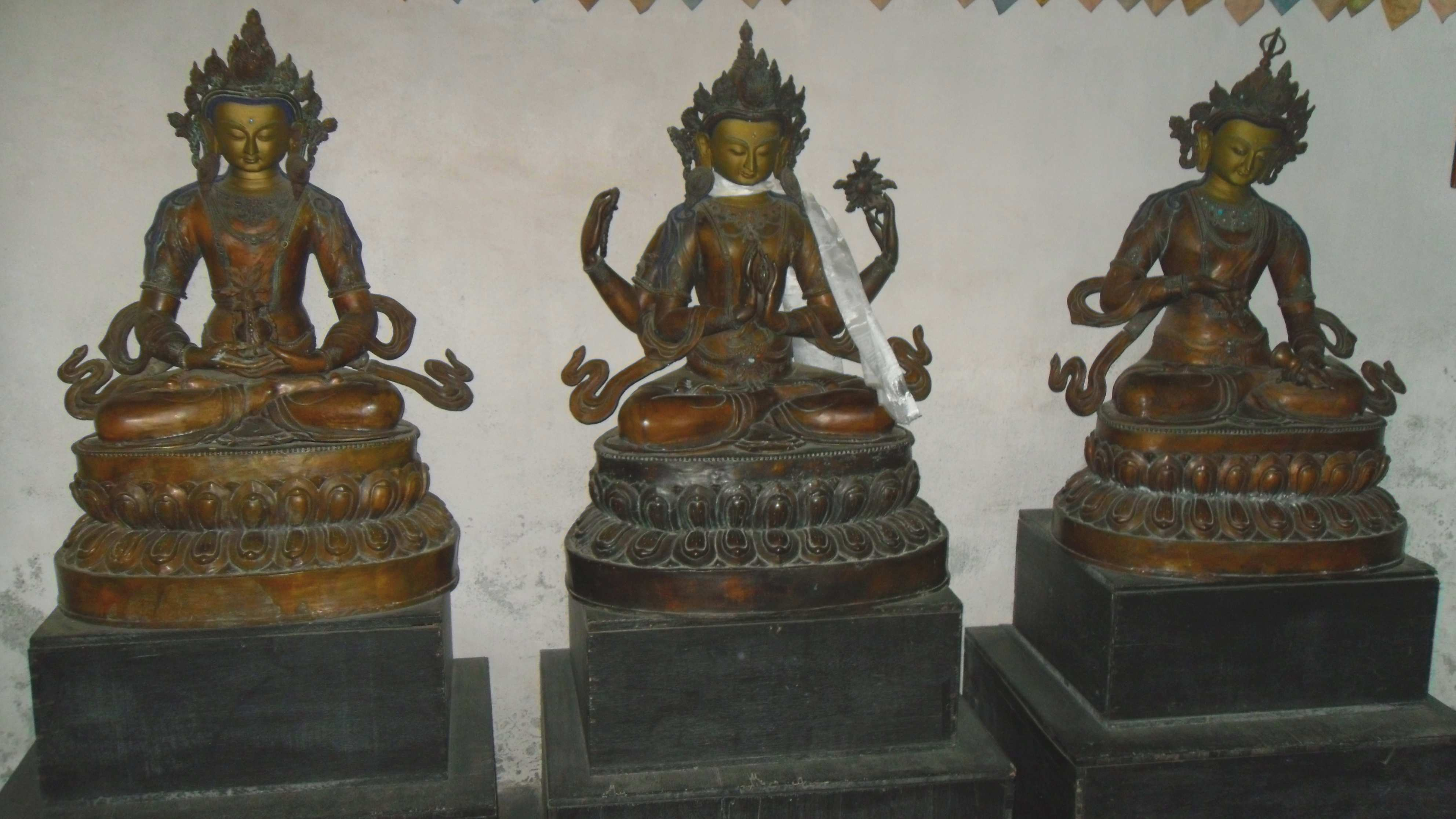
Ekspozycje na zamku Juval

W zamku mieści się jeden z sześciu oddziałów Messner Mountain Museum (MMM). Ekspozycja dotyczy wierzeń związanych z górami na całym świecie. Wśród eksponatów znalazły się kolekcja sztuki tybetańskiej, obrazy prezentujące górskie szczyty, uznawane za święte, a także maski religijne z różnych stron świata. Ponadto, w ramach funkcjonowania muzeum, w zamku utworzono wystawę poświęcono królowi Gesarowi, bohaterowi tybetańskiej epopei oraz ekspozycję związaną z tantrą. Turystom udostępniono także lochy.
W pobliżu zamku zlokalizowana jest, stworzona również z inicjatywy Reinholda Messnera, farma z hodowlą jaka zwyczajnego, a także winnica z tawerną.